# گمینا گورنو
گمینا گورنو (به لهستانی:  Gmina Górno) یک گمینا در لهستان است که در شهرستان کیلتسه واقع شده‌است. گمینا گورنو ۸۳٫۲۶ کیلومتر مربع مساحت و ۱۲٬۹۴۳ نفر جمعیت دارد.